# Dalechampia tamifolia
Dalechampia tamifolia är en törelväxtart som beskrevs av Jean-Baptiste de Lamarck. Dalechampia tamifolia ingår i släktet Dalechampia och familjen törelväxter. Inga underarter finns listade i Catalogue of Life.